# Lud (Bibbia)
Lud (לוּד) era figlio di Sem e nipote di Noè, secondo la Genesi 10 ("Tavola delle Nazioni"). Lud non andrebbe confuso con Ludim, considerato un discendente di Mizraim.
Seguendo le indicazioni di Flavio Giuseppe, i discendenti di Lud sono di solito collegati a vari popoli anatolici, particolarmente della Lidia (in assiro Luddu) e ai loro predecessori, i luvi; cfr. i riferimenti geografici ai 'Monti di Lud'(Anatolia) nel Libro dei Giubilei, e l'asserzione di Erodoto'  (Storie i. 7) riguardo al fatto che i lidi fossero così chiamati dal nome del loro re, Lido (Λυδός). Tuttavia, la cronaca di Ippolito di Roma (234 a.C. circa) identificava i discendenti di Lud con i lazoni o alazoni (nomi di solito considerati come varianti degli "Alizoni" riferiti da Strabone come coloro che una volta abitavano lungo il fiume Halys) mentre fa derivare i lidi dal succitato Ludim, figlio di Mizraim.
È stato congetturato da altri che i discendenti di Lud si diffondessero nelle zone del lontano oriente oltre l'Elam, o che venissero identificati con i lullubi. Alcuni studiosi hanno anche associato il biblico Lud con il Lubdu delle fonti assire, il quale dimorò in certe parti della Media occidentale e Atropatene.
Lo storico persiano musulmano Muhammad ibn Jarir al-Tabari (915 circa) racconta dettagliatamente una tradizione riguardo al fatto che la moglie di Lud fosse chiamata Shakba, figlia di Jafet, e che generasse "Faris, Jurjan, e le razze di Faris". Egli inoltre afferma che Lud fosse il progenitore non solo dei persiani, ma anche degli amaleciti e cananei, e di tutti i popoli dell'Oriente, Oman, Hijaz, Siria, Egitto e Bahrain.